# Gevlekte krokodilvis
De gevlekte krokodilvis (Cymbacephalus staigeri) is een straalvinnige vissensoort uit de familie van platkopvissen (Platycephalidae). De wetenschappelijke naam van de soort is voor het eerst geldig gepubliceerd in 1875 door Castelnau.